# Erg
|  | Per a altres significats, vegeu «Erg (unitat cgs)». |

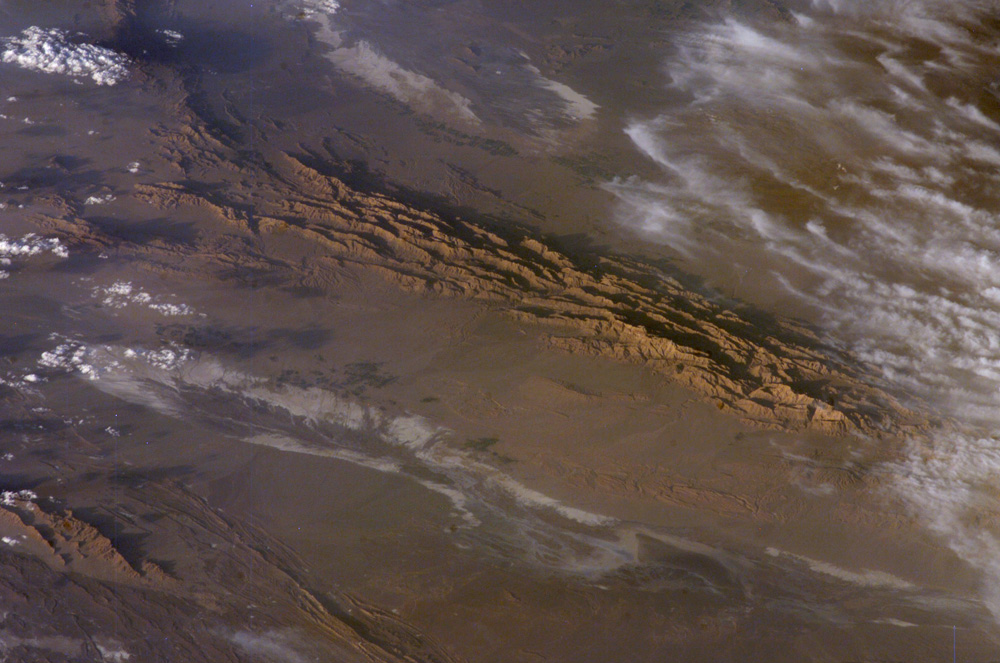
Dasht-e Lut, Iran, des de l'espai.

Erg (عرق) és una paraula àrab que significa 'mar de dunes' i es dona a les grans zones desèrtiques formades per dunes de sorra, mentre que, quan són de pedra, es diuen "hamada". L'arena del desert està formada per les restes al·luvials dels uadis o rierols que arrosseguen material quan plou, i l'acció de cents d'anys del vent i la pluja arriba a transformar els al·luvions en arena (si els materials no estan prou erosionats, són de pedra i llavors són "reg" en lloc d'erg). Aquesta arena, per l'acció del vent, xoca contra les roques del desert i provoquen el sorgiment de nous materials que, per fragmentació, arriben a ser arena. Els canvis de temperatura, amb la contracció i dilatació violenta dels materials, provoquen també la creació de l'arena. Les dunes són acumulacions d'arena i són una característica dels erg. Les precipitacions dels ergs són molt minses, d'uns 120 mm/any.

## Àfrica
Algèria
- Gran Erg Oriental (en part a Tunísia)
- Gran Erg Occidental
- Erg Chech (en part a Mali)
- Erg Iguidi (en part a Mauritània)
- Erg er-Raoui
- Erg Tiferine
- Erg Tidohaine
- Erg Ferradj
- Erg Admer

Botswana
- Desert de Kalahari

Txad
- Erg Djourab
- Erg Idrisi

Egipte
- Ramla El Kebir
- Erg Somaya
- Erg Abunugar
- Erg Abu Ramada
- Desert del Negev (en part a Israel i Palestina)

Líbia
- Erg Awbari
- Erg Ubari
- Erg Titersine
- Erg Idehan Murzuq
- Erg Ouan Kasa
- Erg Tannezouft
- Erg Takarkouri
- Erg Mehedjibat
- Erg Tassegefit

Mali
- Erg Achaif
- Erg Atouila
- Erg Outouila

Mauritània
- Erg Aoukar
- Erg Taokest

Marroc
- Erg Chebbi
- Erg Lihoudi
- Erg Chegaga
- Erg Mghiti
- Erg Jerboia
- Erg Zemoul

Namíbia
- Desert de Namíbia

Níger
- Jadal
- Erg Brousset
- Ténéré
- Tafassasset
- Erg de Gran Bilma o 'Kaouar' (en part a Txad)

Sudan
- Erg Selima

## Àsia
Xina
- Taklamakan, Xinjiang
- Jungària, Xinjiang
- Desert de Tengger, Ningxia
- Desert d'Ordos, Mongòlia Interior

Iran
- Dasht-e Lut

Kazakhstan
- Moin Kum
- Khizilkhum (en part a l'Uzbekistan i Turkmenistan)

Mongòlia
- Nomin Mingan Gobi

Pakistan i Índia
- Desert de Thar

Aràbia Saudita
- Rub al-Khali
- Dahna
- Gran Nefud
- Jafurah
- Nefud Es Sirr
- Nefud Eth Thuwairat
- Nefud Shudaiah

Turkmenistan
- Desert de Karakum
- Turan
- Zaunguz

## Austràlia
- Desert de Gibson
- Gran Desert d'Arena
- Gran Desert Victòria
- Desert de Simpson

## Amèrica
Mèxic
- Desert de Sonora

Estats Units d'Amèrica
- Navajo Sandstone
- Turons d'Arena de Nebraska, Nebraska
- Desert de Yuma, Arizona
- Dunes d'Algodones, Califòrnia

## Amèrica del Sud

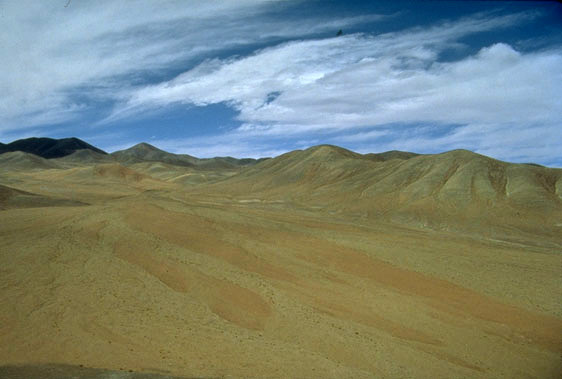
Desert d'Atacama, Xile.

Xile
- Desert d'Atacama

Perú
- Gran desert d'Ica